# C32 (Namibië)
De C32 is een secundaire weg in het westen van Namibië. De weg loopt van de C28 naar Karibib. In Karibib sluit de weg aan op de B2 naar Windhoek en Swakopmund.
De C32 is 95 kilometer lang en loopt door de regio Erongo.